# Rosa Passos
Rosa Passos, nom amb què és coneguda Rosa Maria Farias Passos (Salvador, Bahia, 13 d'abril de 1952) és una cantant i guitarrista brasilera que s'ha dedicat a la Música Popular Brasileira (MBP), però que també treballa en el camp del jazz i també ha compost discos d'altres estils, com ara la bossa nova, la samba, la salsa i boleros. Ha actuat en diversos festivals de jazz al llarg de la seva carrera, així com al Carnegie Hall i al club Blue Note de Nova York. Compta sovint amb músics com Chico Buarque, Ivan Lins, Yo-Yo Ma i Ron Carter en els seus concerts i enregistraments de discs, però especialment amb el guitarrista Lula Galvão, a qui anomena el seu «marit musical» i amb qui ha treballat a la majoria de les seves produccions.

## Biografia
La germana Arizete tocava el piano, i els seus dos germans tovacen l'un la guitarra i l'altre el violoncel. Rosa Passos va ser animada musicalment pel seu pare a una edat primerenca; va començar a tocar el piano als tres anys, però després d'escoltar Dorival Caymmi i João Gilberto quan en tenia onze va abandonar l'instrument per convertir-se en cantant. Altres influències van incloure Ella Fitzgerald, Nina Simone, Etta James, Billie Holiday, Dinah Washington i Shirley Horn i la banda sonora de la pel·lícula Orfeu negre.

## Carrera professional
A finals de la dècada del 1960, va començar a aparèixer a la televisió i a festivals de música. El 1972 va presentar la cançó "Mutilados" amb pseudònim al Festival Universitari de TV Globo i va guanyar el primer premi. Va gravar el seu àlbum debut el 1978, Recriação, en el qual va treballar amb el poeta Fernando de Oliveira, i va continuar nou anys més tard amb Amorosa (1988), un disc tribut a João Gilberto. Aquest allunyament de l'escena pública va ser conseqüència de la seva decisió de centrar-se en criar els seus fills, tot i que va continuar component, tocant i estudiant.
A la dècada del 1990 va gravar diversos àlbums de cançons de les seves principals influències; Curare, de 1991, s'apropa a la bossa nova amb temes de Tom Jobim, Aloysio de Oliveira i Vinicius de Moraes, entre d'altres. El 1992 va actuar a diverses ciutats amb l'espectacle "Chega de Saudade", produït per Ronaldo Bôscoli i Luís Carlos Miele i dedicat a la bossa nova. L'any 1999 va fer una gira per Europa amb Paquito D'Rivera i sola per Europa i Japó el 2000.
El 2004, es va reeditar l'àlbum Amorosa i va atraure l'atenció als Estats Units, i fins i tot va arribar al número 7 a la llista d'àlbums de Billboard World Music. En l'àmbit del jazz, va participar en 14 sessions d'enregistrament entre 2003 i 2008.
El 2008, Passos va rebre un Doctorat honoris causa en Música del Berklee College of Music juntament amb Philip Bailey i Maurice White de Earth, Wind & Fire, el músic anglès Steve Winwood i l'antic alumne de Berklee Howard Shore. Va ser la primera brasilera a ser doctora honoris causa de Berklee.
L'any 2011 va publicar l'àlbum É Luxo Só, inspirat en la música d'Elizeth Cardoso i que contenia temes de compositors com Noel Ros i Cartola. Dos anys més tard, va homenatjar Djavan en el disc Samba Dobrado. Canções de Djavan, i el 2016 va sortir al mercat Rosa Passos Ao Vivo, un àlbum en directe gravat durant un concert a Carmelo (Uruguai) dos anys abans.
Amanhã Vai Ser Verão va editar-se el 2018, i amb ell va actuar l'any següent al Teatro Riachuelo de Rio de Janeiro com a part del Projeto Música das 7. L'any 2021 va treure al mercat el senzill digital Sem compromisso amb la discogràfica Tratore. El 2022 va actuar a Buenos Aires després de dos anys d'aïllament a causa de la pandèmia de COVID-19 i va anunciar que estava treballant en un nou disc que es publicaria el desembre i que faria una actuació d'homenatge a Jobim en el Lincoln Center de Nova York prevista per el març de 2023.

## Discografia
La seva discografia principal està formada pels següents àlbums:
- 1979: Recriação
- 1991: Curare
- 1993: Festa
- 1996: Pano Pra Manga
- 1997: Letra & Música – Ary Barroso (amb Lula Galvão)
- 1998: Rosa Passos Canta Antônio Carlos Jobim - 40 Anos de Bossa Nova
- 1999: Morada Do Samba
- 2000: Rosa Passos Canta Caymmi
- 2002: Me And My Heart
- 2002: Azul
- 2003: Entre Amigos (amb Ron Carter)
- 2004: Amorosa
- 2005: Rosa Por Rosa (recopilatori)
- 2006: Rosa
- 2008: Romance
- 2011: É Luxo Só
- 2013: Samba Dobrado. Canções de Djavan
- 2015: Rosa Passos Canta Ary, Tom e Caymmi
- 2016: Rosa Passos Ao Vivo
- 2018: Amanhã Vai Ser Verão